# Tram van Zürich
De tram van Zürich (bijnaam Züri Tram) vormt samen met de S-bahn de ruggengraat van het openbaar vervoer van de Zwitserse stad Zürich. Het metersporige net met een lengte van 122,7 kilometer wordt door Verkehrsbetriebe Zürich (VBZ) geëxploiteerd.
Vervoer ging in 1882 met paardentrams van start; de eerste elektrische trams reden in al 1894. Vanaf 2001 werd geleidelijk het materieelpark vernieuwd met lagevloertrams, wat tot dan toe nog uit trams met een hoge vloer bestond.

## Netwerk
Het totale netwerk bestaat uit (in 2023) 17 tramlijnen. Daarvan zijn er 16 regulier, te weten 2–15, 17 en 20. Daarnaast is er een interlokale lijn -de S18- en de museumlijn 21. Centraal overstappunt is naast het hoofdstation al sinds de 19e eeuw het plein met de naam Paradeplatz.
Er is een premetro-tunnel met drie stations, waar links wordt gereden vanwege de middenperrons, maar er zijn geen plannen meer om die voor metrotreinen in te zetten. Het uitbreidingsplan Glattalbahn bevatte nieuwe trajecten met twee semimetrostations. Dit zijn Kloten Balsberg (geopend eind 2008) en Glatt (geopend eind 2010).

## Materieel
In Zürich is het gebruikelijk om bij tramseries een voor Zürich unieke naam te kiezen, behalve bij de laatste serie.

### Huidig
- Tram 2000 Tussen 1976 en 1992 werden van een consortium 171 trams van dit type geleverd. Er zijn vierassers, zesassers en achtassers met een lage vloer middenbak.
- Cobra Tussen 2001 en 2010 werden van Bombardier 88 trams van dit type lagevloertram geleverd.
- Flexity Zürich Tussen 2019 en 2027 worden van Alstom 110 lagevloertrams van dit type achtasser geleverd.

## Galerij

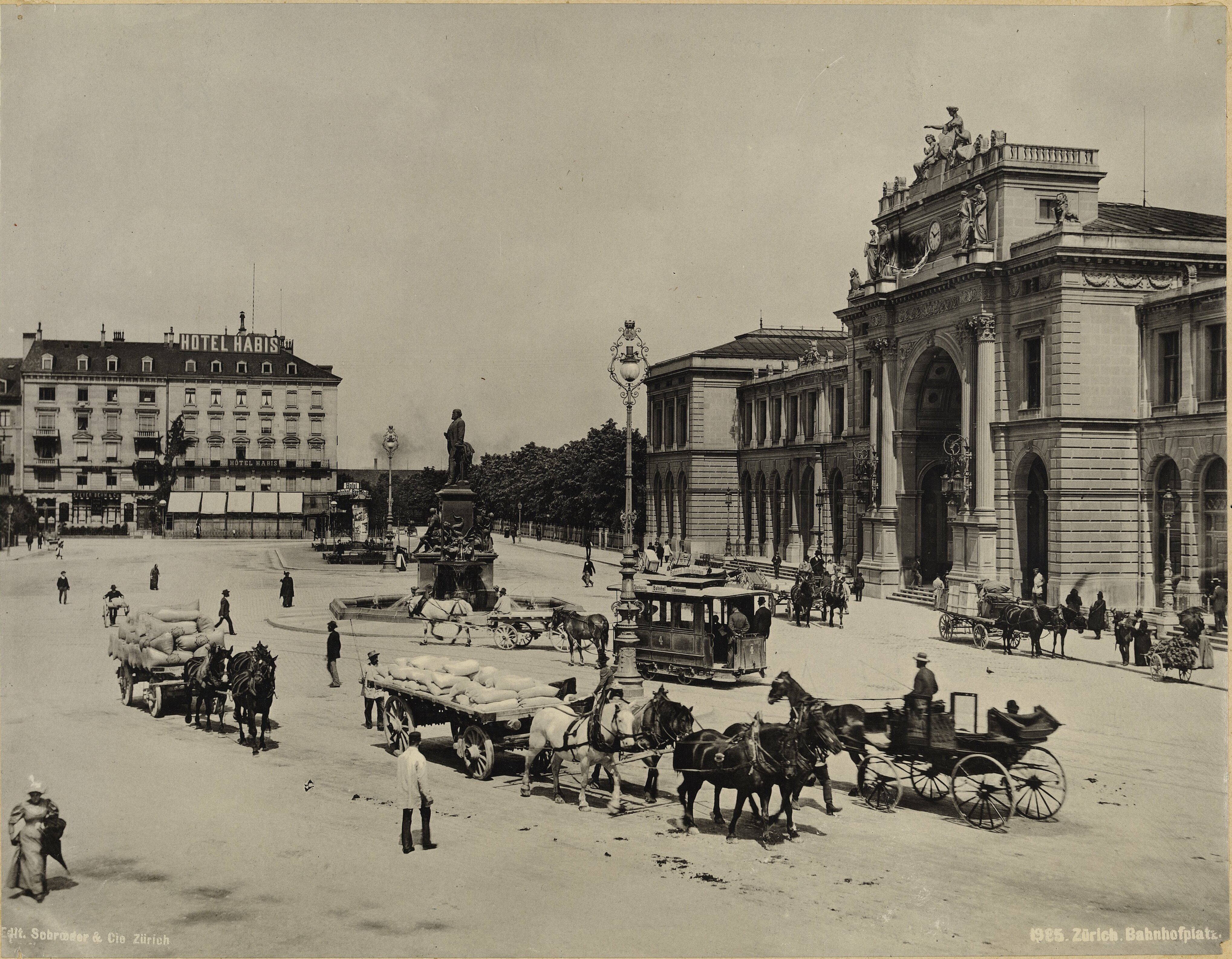
Paardetram bij het station
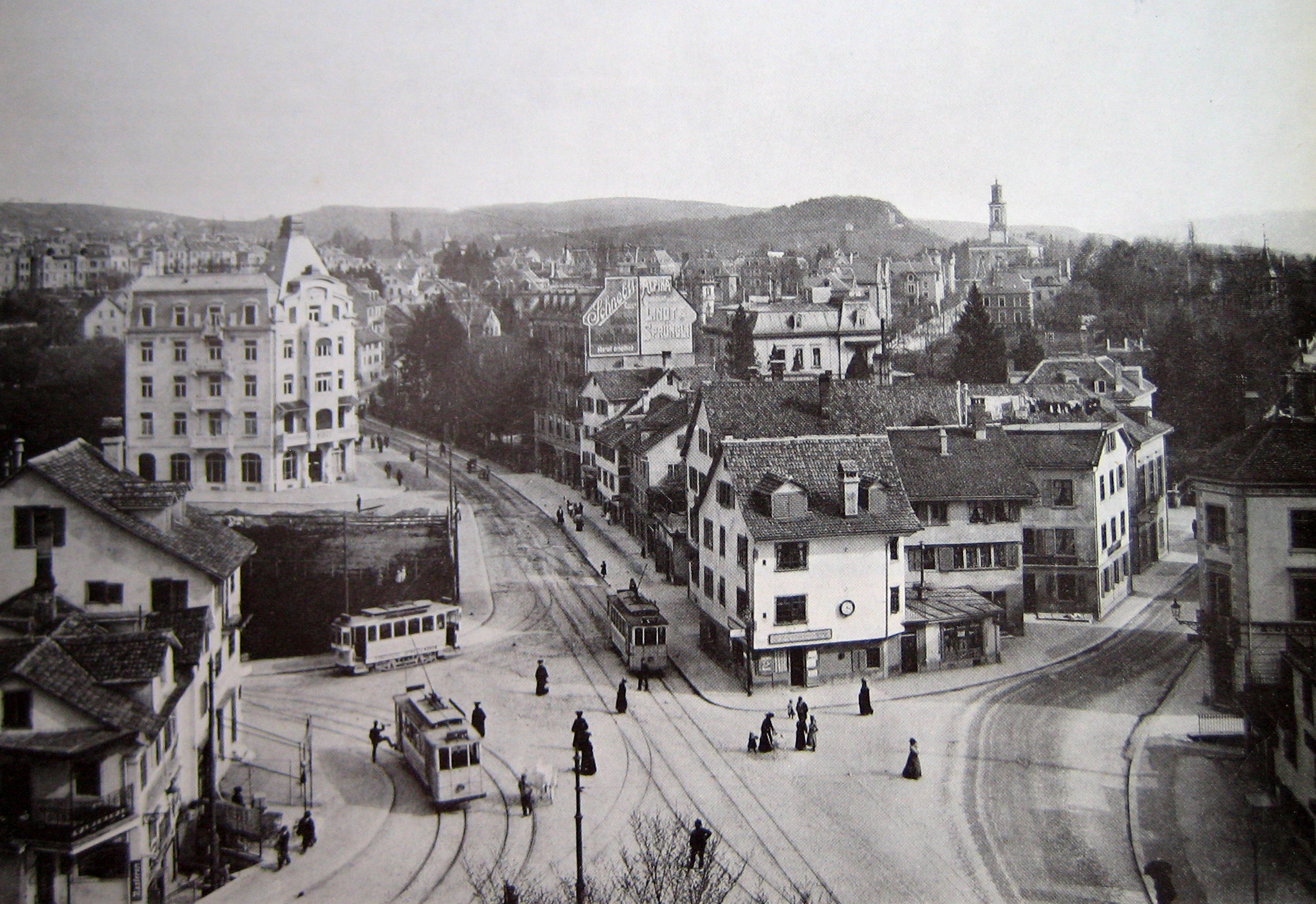
Kreuzplatz in 1905
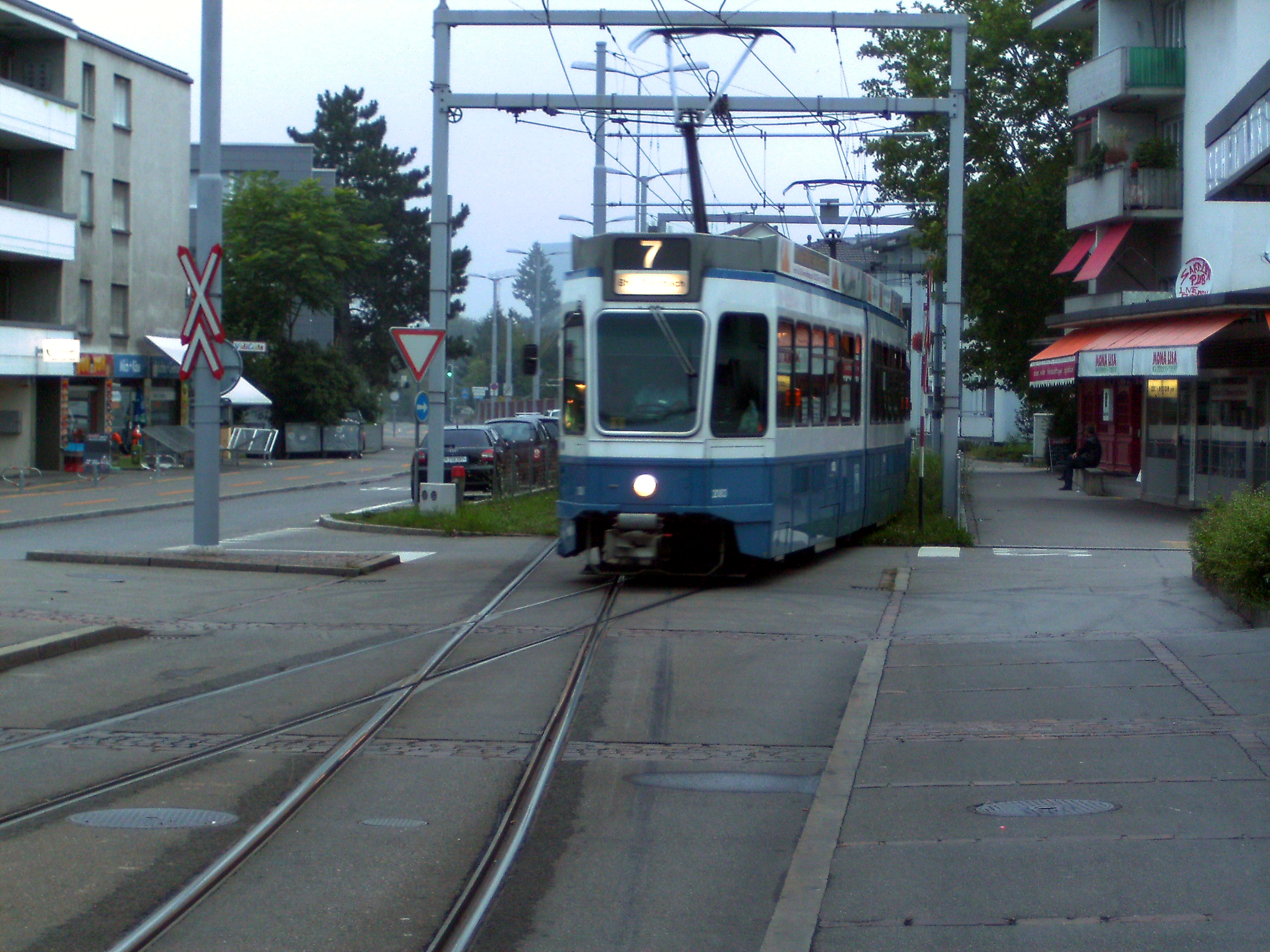
Kruisen der sporen bij de premtrotunnel
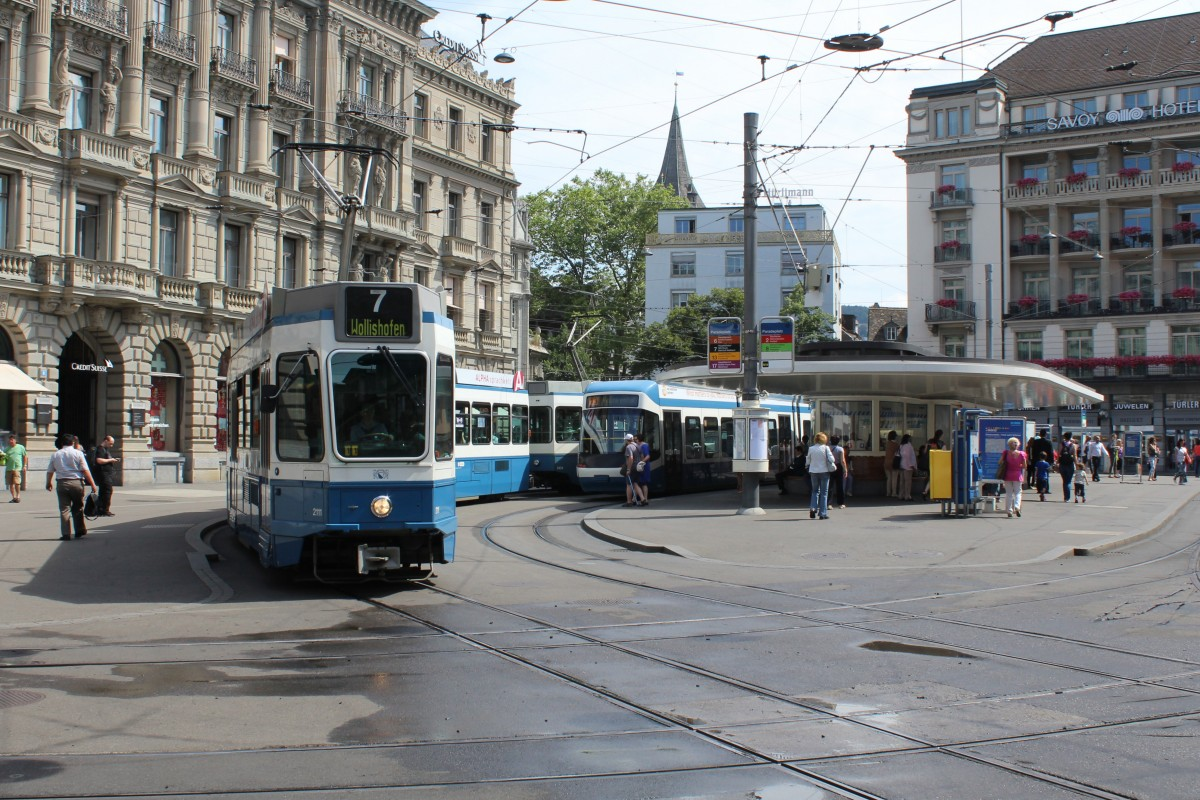
Paradeplatz in 2015
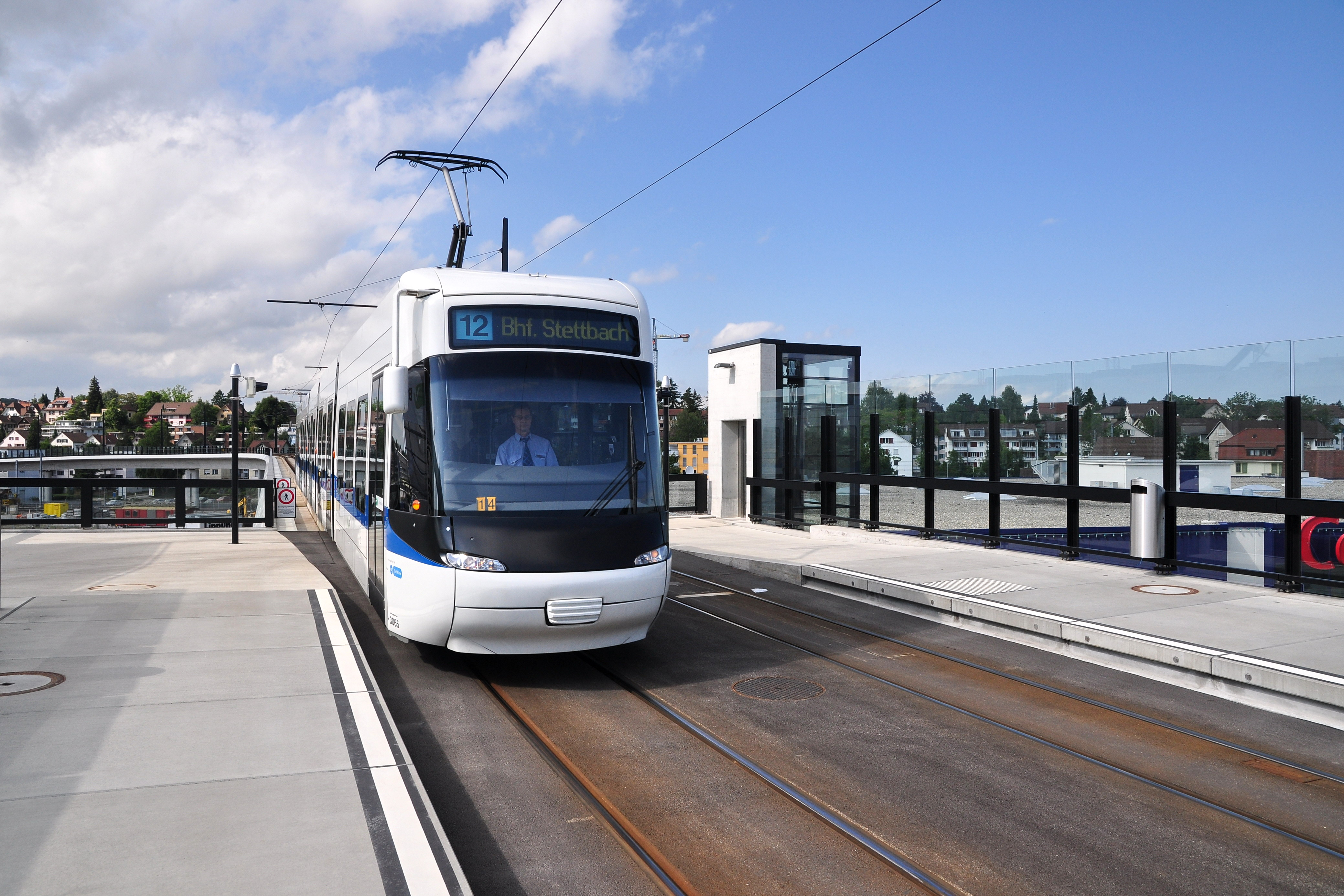
Semimetrostation Glatt